# جبال آديرونداك

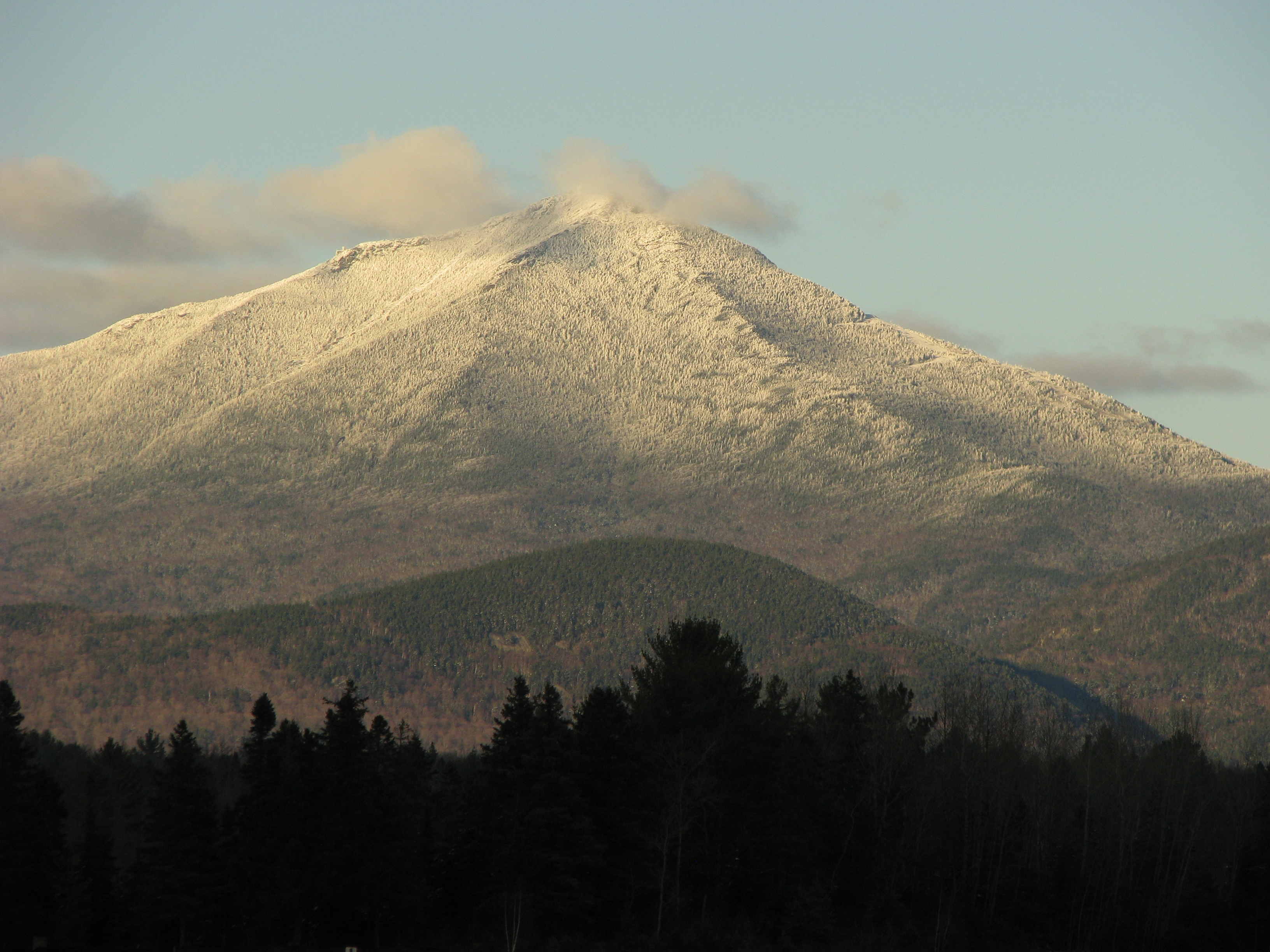

جبال آديرونداك، هي سلسلة جبال تقع في الجزء الشمالي الشرقي من ولاية نيويورك. تشكل الجبال قبة دائرية يبلغ عرضها حوالي 160 ميلاً (260 كم) وتغطي حوالي 5000 ميل مربع (13000 كم2).